# ميخائيل لومونوسوف
ميخائيل فاسيليفيتش لومونوسوف (الروسية: Михаи́л Васи́льевич Ломоно́сов) هو عالم روسي مشهور، مؤسس جامعة موسكو الحكومية. عاش في القرن الثامن عشر.
ولد في 19 نوفمبر عام 1711 بقرية دينيسوفكا في روسيا الشمالية وتوفي في 15 أبريل عام 1765 في مدينة سانت بطرسبرغ.
وهو مشهور باكتشافه لوجود الغلاف الجوي عند كوكب الزهرة. وقام بمساهمات مهمة في مجالات علمية عديدة مثل الفيزياء والكيمياء والرياضيات والاقتصاد والتاريخ وغيرها.

## سيرته
ولد لومونوسوف عام 1711 في عائلة فلاح بشمال روسيا على شاطئ البحر الأبيض. وقد تعلم القراءة والكتابة والنحو والرياضيات بنفسه دون أن يتلقى دروسا على أيدي أي أحد. ولم تتوفر لدى لومونوسوف الشاب كونه من أسرة فلاحية بسيطة أية فرص لمواصلة الدراسة، ففر من بيت أبيه عام 1730 وذهب إلى موسكو البعيدة مشيا على قدميه وقطع مسافة 1300 كيلومتر، فالتحق بأكاديمية العلوم اللاتينية والإغريقية التي انتقل منها إلى أكاديمية العلوم في بطرسبورغ، ثم تم إيفاده ضمن ثلاثة طلبة متفوقين إلى ألمانيا حيث تلقى التعليم على أيدي خيرة الأساتذة الألمان والهولنديين. وقد استوعب العالم الروسي الشاب علوم الفيزياء والكيمياء والرياضيات والفلسفة والتعدين.
وفي عام 1741 عاد لومونوسوف إلى روسيا حيث باشر بعمله العلمي في أكاديمية العلوم بالعاصمة الروسية. وعمل لومونوسوف كثيرا على إعداد مشاريع في إصلاح نظام التعليم مدافعا عن حق طبقات المجمع الفقيرة بتلقي التعليم العالي. واضطر لومونوسوف إلى إقناع السلطات الرسمية بضرورة إلقاء المحاضرات وتقديم الدروس التطبيقية باللغة الروسية. وأسس لومونوسوف أول مختبر كيميائي في روسيا، وأجرى تجارب فيزيائية كثيرة. كما أجرى دراسات في التاريخ الروسي. ويعود إليه الفضل في إنشاء أول معمل للفسيفساء بالإضافة إلى أنه طرح مشروعا لتأسيس أول جامعة روسية في موسكو. وقد افتتحت أبوابها للطلبة عام 1755.
توفي لومونوسوف عام 1764. وزارته قبل وفاته الإمبراطورة كاترينا الثانية تقديرا لشخصية العالم والعلم الروسي.

## إنجازاته
يعد ميخائيل لومونوسوف من أكبر العلماء والشعراء والمؤرخين والمثقفين الروس. ميخائيل لومونوسوف هو الذي طرح فكرة تأسيس جامعة موسكو الحكومية ووضع مشروعا لهذه المؤسسة التعليمية التي أطلق عليها اسمه فيما بعد.
من الصعب ذكر مادة علمية لم يعمل على تطويرها لومونوسوف. وقد وضع أساسا للكيمياء الفيزيائية، وابتكر ما يزيد عن 10 أجهزة بصرية جديدة. وبينها تلسكوبات استخدمها العالم بغية دراسة كوكب الزهرة حيث اكتشف طبقات جوية. ومما يلفت النظر في دراساته هو نظرية نشوء الحرارة الناتجة عن حركة الجسيمات. وكان لومونوسوف مؤلفا لكتاب «مختارات البلاغة» الذي كان أول مرجع في الادب العالمي بروسيا.
وشكّل لومونوسوف أساسا لنحو اللغة الروسية وعلم الاشتقاق الذين لم يفقدا قيمتهما حتى الآن عند علماء اللغة.
ويعود إلى لومونوسوف فضل كبير في طرح المزيد من الحجج دعماً لنظرية انحدار أسلاف الروس من منطقة شمال البحر الأسود. وكان لومونوسوف يهتم في أيام شبابه بعلم الأوزان والقافية، الامر الذي ساعده لاحقا في وضع مدرسة جديدة في الشعر الروسي بلغته ومضمونه وشكله الجديد. ووصف الشاعر الروسي الكبير ألكسندر بوشكين مدائح ألّفها لومونوسوف بانها نماذج رائعة للأدب الروسي.
كان يعمل لومونوسوف أيضا على تطوير العلوم الاجتماعية حيث اقترح اتخاذ تدابير فعالة لتأمين نشاط المجتمع الطبيعي وتغيير الظروف الاجتماعي للسكان وتحسين الوضع الديموغرافي.
كان لومونوسوف من أنصار فكرة التثقيف والتنوير. وكان يدعو القيصرتين يليزافيتا بتروفنا ويكاترينا الثانية في مدائح تمجدهما إلى ضرورة الحرص على تطوير العلوم ونشر المعرفة في اوساط الشعب.

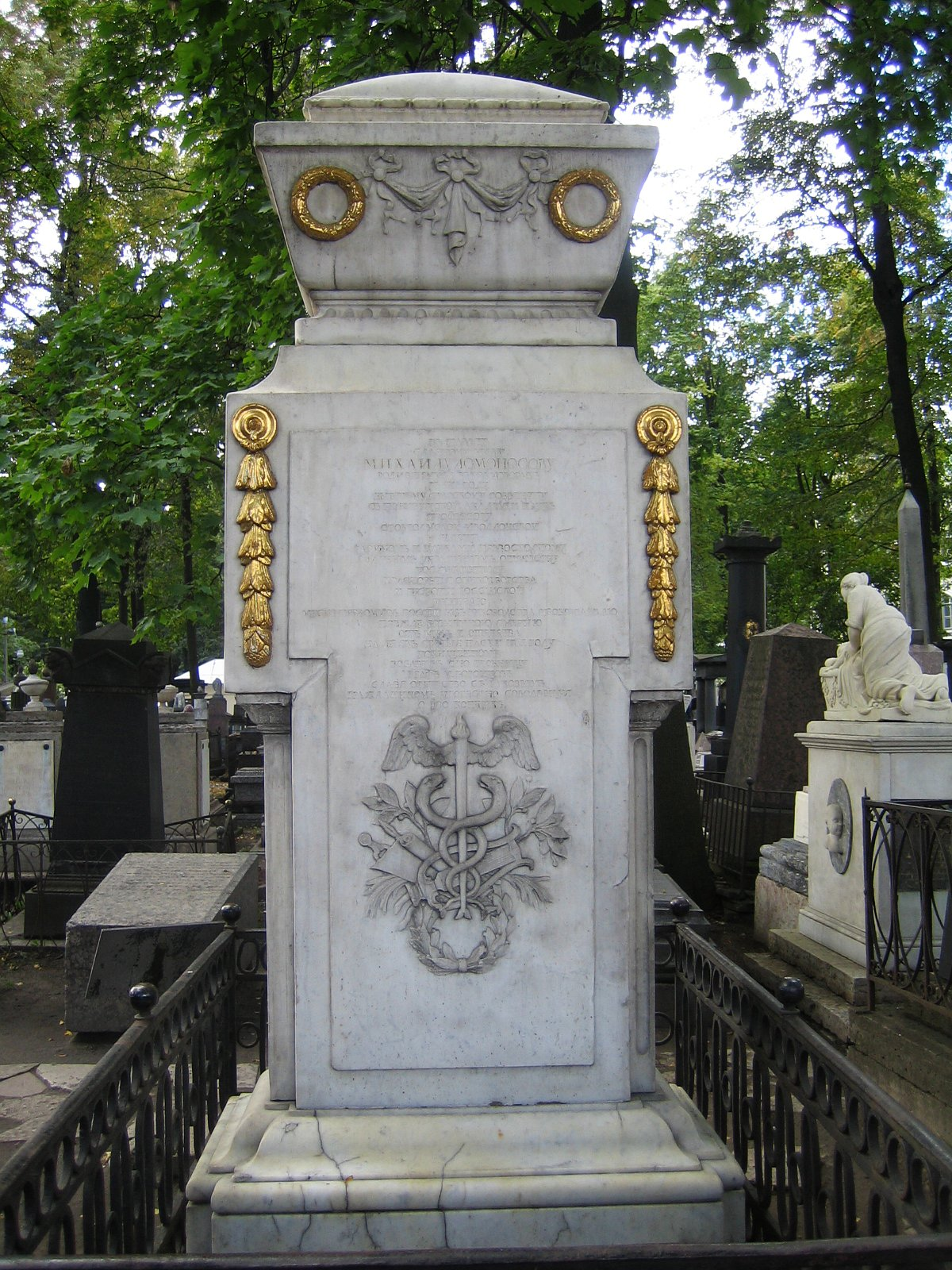
قبر لومونوسوڤ في مقبرة لازاروڤ، Alexander Nevsky Lavra، سانت پطرسبورگ

## ذكراه
حفيدته صوفيا كونستانتينوڤا (1769-1844) تزوجت البطل العسكري ورجل الدولة الروسي نيقولاي رئڤسكي. ابنة حفيدته كانت الأميرة ماريا (رئڤسكايا) ڤولكونسكايا، زوجة الأمير الديسمبري سرگـي ڤولكونسكي.
وقد أطلق اسمه على فوهة قمرية وكذلك فوهة مريخية. وفي 1948، أطلق اسمه على سلسلة جبال تحت الماء في المحيط القطبي الشمالي. أما جامعة موسكو الحكومية فقد تغير اسمها إلى ‘’M. V. Lomonosov Moscow State University’’ تكريماً له في 1940.

## الروابط الخارجية
- ميخائيل لومونوسوف على موقع الموسوعة البريطانية (الإنجليزية)
- ميخائيل لومونوسوف على موقع إن إن دي بي (الإنجليزية)

- نبذة عن ميخائيل فاسيلييفيتش لومونوسوف على الموقع الرسمي الأكاديمية الروسية للعلوم